# Augusto Pinochet

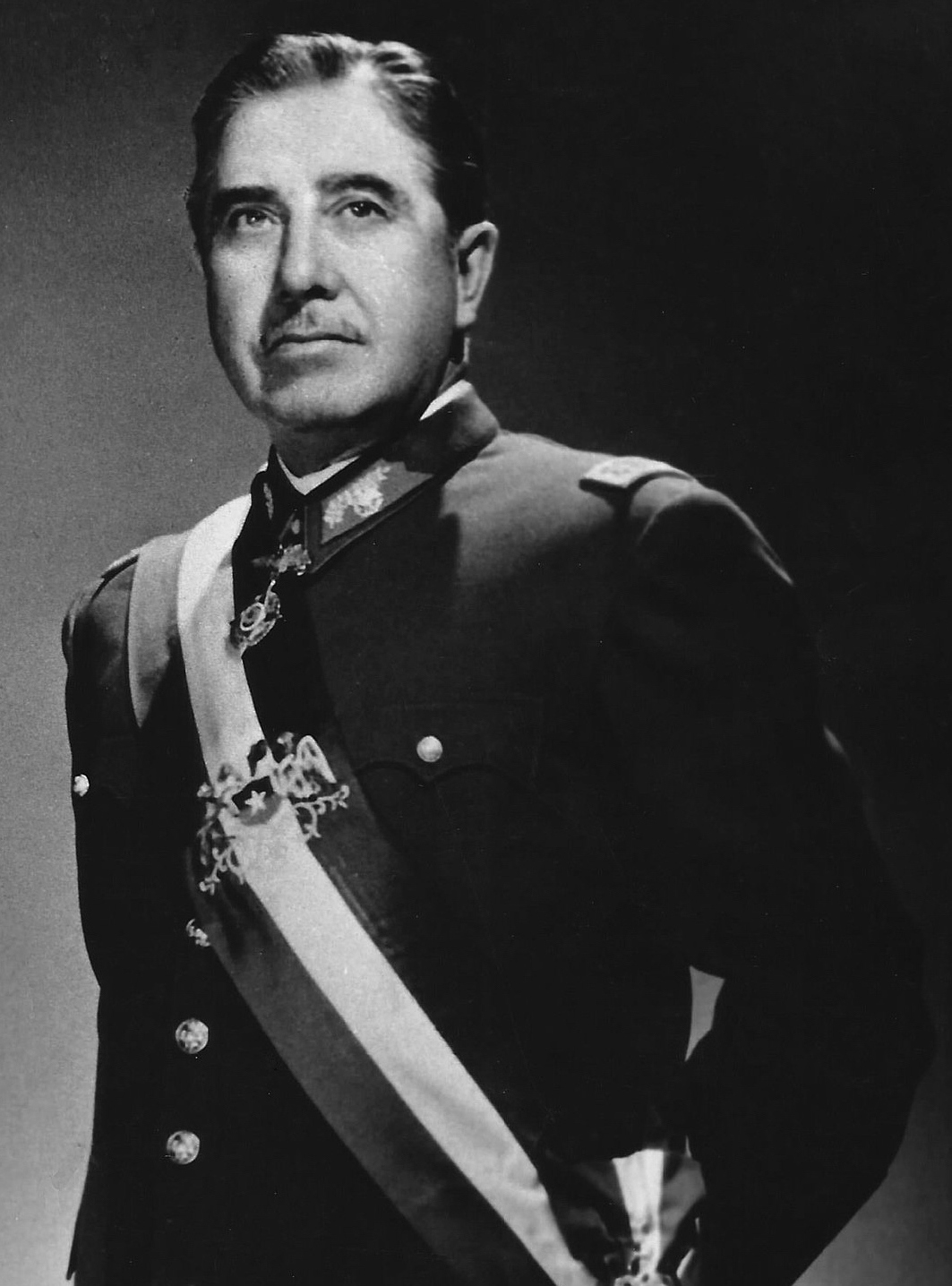
Augusto Pinochet (offizielles Porträt, um 1974)

Augusto José Ramón Pinochet Ugarte [pinoˈʧet] (* 25. November 1915 in Valparaíso; † 10. Dezember 2006 in Santiago de Chile) war ein chilenischer General und von 1973 bis 1990 Diktator Chiles.
Pinochet war am 11. September 1973 maßgeblich an dem von den USA geförderten Militärputsch gegen den demokratisch gewählten marxistisch-sozialistischen Präsidenten Salvador Allende beteiligt. Von diesem Tag an regierte er Chile bis zum 11. März 1990 diktatorisch, zunächst als Vorsitzender einer Militärjunta, ab Juli 1974 als „Oberster Staatschef“ (Jefe Supremo) und seit dem 16. Dezember 1974 als Präsident. Er wurde nie demokratisch gewählt.
Auf die enorme Zahl an Menschenrechtsverletzungen während der Diktatur, darunter ca. 2.000 Morde, mehrere zehntausend Fälle von Folter und etwa Tausend gewaltsam „verschwundenen“ Chilenen (so genannte Desaparecidos) reagierte ein Teil der Weltöffentlichkeit mit Anklage und Kritik.
Dagegen wurden die wirtschaftsliberalen Strukturreformen, die während seiner Regierungszeit stattfanden, international vor allem von Wirtschaftsexperten aus den USA stark beachtet.
1988 wurde Pinochet aufgrund eines in der Verfassung von 1980 festgelegten Volksentscheides vom chilenischen Volk aus dem Amt gewählt, was den Übergang zur Demokratie zur Folge hatte. 2001 wurde ein Prozess gegen ihn eröffnet, er wurde jedoch aus gesundheitlichen Gründen für nicht verhandlungsfähig erklärt. Er starb, ohne dass er für die Verbrechen während der Militärdiktatur in Chile wie zahlreiche andere südamerikanische Militärs dieser Zeit verurteilt wurde.

## Jugend und Militärkarriere
Pinochet wurde am 25. November 1915 in Valparaíso als ältestes von sechs Kindern von Augusto Pinochet Vera und Avelina Ugarte Martínez geboren. Er ging in Quillota und Valparaíso zur Schule und besuchte schließlich ab 1933 die Escuela Militar del Libertador Bernardo O’Higgins in der Comuna Las Condes in Santiago de Chile, nachdem er dort zweimal abgelehnt worden war. 1949 verbot die Regierung Videla mit dem Ley Maldita die Kommunistische Partei und eröffnete Konzentrationslager in Pisagua (I. Region). Pinochet wurde Kommandant des Lagers und traf dort schon auf Salvador Allende, der als Vertreter des Kongresses das Lager besuchte. Später lehrte er kurzzeitig selbst an der Militärakademie und erwarb 1953 an der Universidad de Chile einen Abschluss im Fach Jura. Ab 1956 diente er als Militärattaché an der chilenischen Botschaft in Ecuador und half beim Aufbau der dortigen Militärakademie. 1959 und 1965 besuchte Pinochet mehrfach Schulungen der US Army, vermutlich stammen viele seiner engen Verbindungen zu hochrangigen US-Militärs und dem Geheimdienst CIA aus dieser Zeit. 1970 wurde er von Eduardo Frei kurz vor dessen Amtsübergabe an Allende zum Brigadegeneral ernannt. Salvador Allende übertrug ihm im Januar 1971 das Kommando über die Heeresgarnison in Santiago de Chile und beförderte ihn zum Divisionsgeneral.
Augusto Pinochet heiratete im Januar 1943 die Senatorentochter Lucía Hiriart Rodríguez (1922–2021). Das Paar bekam fünf Kinder: drei Töchter (Inés Lucía, María Verónica, Jacqueline Marie) und zwei Söhne (Augusto Osvaldo und Marco Antonio). Dem Einfluss seiner Ehefrau wird eine maßgebliche Rolle für seinen Entschluss nachgesagt, den Militärputsch im September 1973 anzuführen. Sie war auch während seiner Herrschaft eine wichtige Ratgeberin und Stütze seiner Politik und nutzte seine Stellung für ihre persönliche Machtentfaltung.

## Putsch von 1973

### Ernennung zum Oberkommandierenden
Seit Ende 1970 wurde Chile von einer sozialistischen Koalitionsregierung der Unidad Popular unter Salvador Allende regiert. In der ersten Jahreshälfte 1973 wurden die politischen und wirtschaftlichen Spannungen derart gravierend, dass der Kongress am 22. August dem Präsidenten in einer symbolischen Abstimmung mit großer Mehrheit Verfassungsbruch vorwarf. Die Regierungsgegner konnten jedoch nicht die nötigen Stimmen einer Zweidrittelmehrheit hinter sich vereinigen, die laut Verfassung nötig gewesen wäre, um Allende abzuwählen. Drei der vier als „neutrale Vermittler“ gerade einmal zweieinhalb Wochen zuvor zu Ministern ernannten Oberbefehlshaber der vier chilenischen Teilstreitkräfte traten daraufhin als Minister und Oberbefehlshaber zurück, unter ihnen auch der Oberkommandierende der Gesamtstreitkräfte und Heereschef Carlos Prats. Allende folgte dem Ratschlag des demokratischen und loyalen Prats und ernannte Augusto Pinochet noch im August zum Oberbefehlshaber des Heeres.

### Der Putsch am 11. September 1973
Kaum drei Wochen später – am 11. September – putschte das Militär, Pinochet koordinierte aus Peñalolén per Telefon und Funk die Aktionen im Hintergrund. In den Mittagsstunden bombardierten Kampfjets den Präsidentenpalast La Moneda. Die Streitkräfte Chiles unter Pinochets Oberbefehl stürzten die demokratisch gewählte Regierung Chiles. Präsident Allende nahm sich während des Putsches das Leben. Eine Militärjunta übernahm die Macht und ernannte Pinochet zu ihrem Vorsitzenden.

### Begründung des Putsches
Die Putschisten begründeten ihr Handeln damit, dass sie angeblichen Plänen der Regierung Allende, eine Diktatur zu errichten, zuvorkommen mussten. Hierzu fälschte, wie der damalige Sprecher der Militärjunta später zugab, der Geheimdienst der Junta Dokumente mit Plänen der Allende-Regierung, u. a. konservative Politiker zu ermorden. Einige Tage nach dem Putsch präsentierte Pinochet die vom Geheimdienst fabrizierten Dokumente der Öffentlichkeit und gab vor, diese im Tresor des gestürzten Präsidenten Salvador Allende gefunden zu haben.

### Menschenrechtsverletzungen während des Putsches

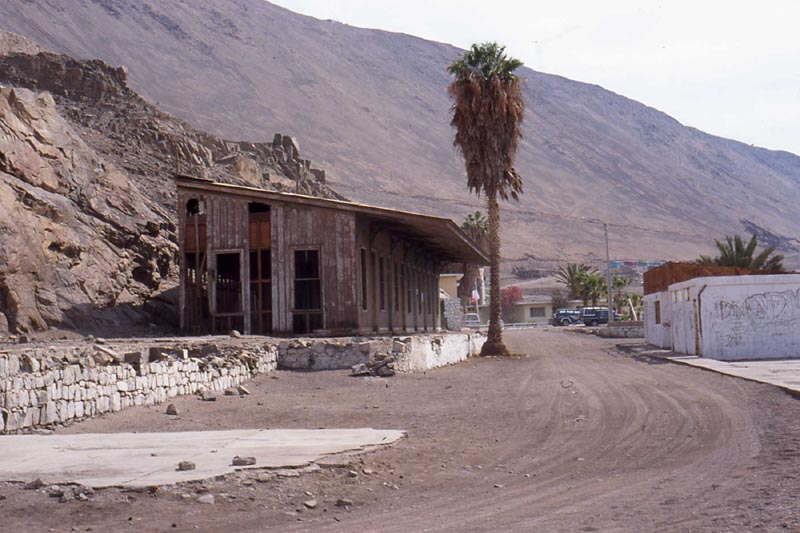
Ehemaliger Bahnhof von Pisagua, rechts Reste eines Konzentrationslagers des Pinochet-Regimes

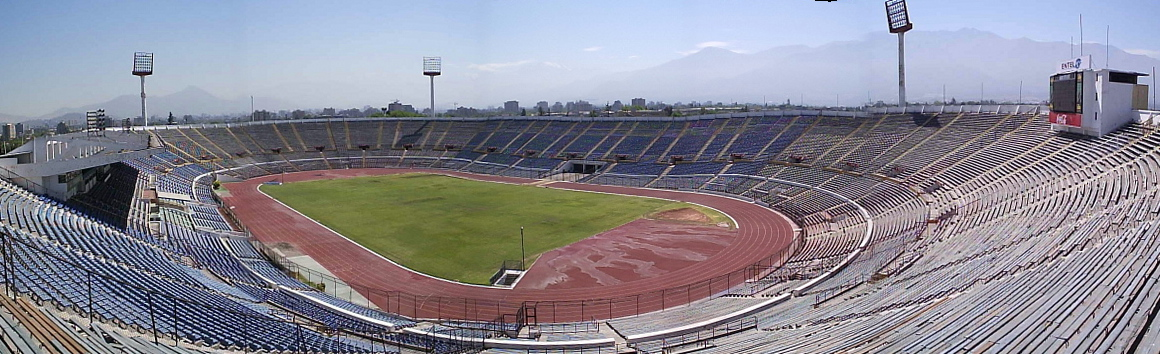
Das Estadio Nacional heute

Unmittelbar nach dem Putsch gab es die meisten Opfer, sowohl von Folterungen als auch von politischen Morden. Allein am 11. September wurden 2131 Menschen aus politischen Gründen festgenommen, bis Ende des Jahres waren es 13.364. 43 % der Opfer wurden von der Polizei festgenommen, weitere 30 % von Soldaten des Heeres (der Rest meist von Angehörigen von Luftwaffe und Marine oder Geheimdiensten). Opfer waren vor allem Mitglieder und Sympathisanten der gestürzten Allende-Regierung und von Linksparteien und Gewerkschaften. Die Festnahmen erfolgten meist in Fabriken, Universitäten und Gebäuden von Behörden, Linksparteien und Gewerkschaften. Oft kam es zu Massenverhaftungen, indem fast alle Anwesenden festgenommen wurden. Öffentliche Gebäude wie Stadien, Konferenzhallen und Schulen wurden zu Konzentrationslagern umgerüstet. Der berüchtigtste Fall ist das Estadio Nacional, in dem Tausende Gefangene zusammengetrieben und gefoltert und zum Teil später exekutiert worden sind. Darüber hinaus gab es in Pisagua und Chacabuco Konzentrationslager, ebenfalls wurde die berüchtigte Colonia Dignidad zu Folterungen benutzt. Den Gefangenen wurde der Kontakt zu einem Anwalt oder ihrer Familie ebenso wie ein ordentlicher Prozess verweigert. Die Angehörigen der zirka 2500 Verschwundenen wurden über deren Verbleib im Dunkeln gelassen. Das Ende dieser ersten Phase wurde durch die Schließung des KZ im Estadio Nacional im November des gleichen Jahres eingeleitet. Parallel dazu wurden in Santiago Geheimgefängnisse eröffnet, unter anderen die Villa Grimaldi und das Londres 38, und informell die Dirección de Inteligencia Nacional (DINA) gegründet, der wichtigste Geheimdienst im Zeitraum von 1974 bis 1977. Über eine Million Chilenen aus dem linken Parteienspektrum mussten damals das Land verlassen, um dem Zugriff der Junta zu entgehen, sie suchten auf allen Kontinenten Zuflucht.

## Menschenrechtsverletzungen während der Militärregierung

### Staatlicher Terror
Wie in den anderen autoritären Diktaturen hatte Folter in Chile zwei fundamentale Ziele. Zum einen sollte der Betroffene selbst zum Reden gebracht und von weiterer oppositioneller Arbeit abgehalten werden (soweit er dies vorher überhaupt getan hatte). Zusammen mit politischen Morden und dem Verschwindenlassen von Personen sollten alle Gegner des Regimes systematisch eingeschüchtert und die Zivilgesellschaft und demokratische Basisorganisationen ausgelöscht werden.
Die gestürzten Regierungsmitglieder wurden wie Staatsfeinde verfolgt. Pinochet setzte Festnahme, Folterung, Mord oder Verbannung politischer Gegner als Mittel seiner Politik ein. So bildete sich ein vom Terror geprägtes Staatskonzept.
Die „Kommission für Wahrheit und Versöhnung“ (auch unter dem Namen „Kommission Rettig“ bekannt) erwähnte in ihren Aufzeichnungen 2095 Tote und 1102 verschwundene Häftlinge, andere Berichte zählten Hunderte mehr.

### Folter
Seit dem Putsch Pinochets am 11. September 1973 wurden fast 17 Jahre lang Menschen systematisch verfolgt und gefoltert. Die Valech-Kommission hat 27.255 politische Gefangene anerkannt. Andere Quellen vermuten einige 10.000 Opfer mehr. 13 % der Inhaftierten waren Frauen, 94 % wurden gefoltert. Folterungen wurden in allen Regionen Chiles vor allem in Konzentrationslagern, Gefängnissen, Kasernen und auf Schiffen durchgeführt.
Der Gewerkschaftsführer Werner Simon wurde Ende 1973 39 Tage auf dem Folterschiff Lebu im Hafen von Valparaiso gequält. Er überlebte dank der Einschaltung von Bundeskanzler Willy Brandt. Sein Schicksal dokumentierte einer seiner Söhne durch ein Buch und Interview.
Ein Mann, gefangen genommen im Mai 1988, berichtete vor der Valech-Kommission der Regierung über die Folter im Cuartel General de Investigaciones in der calle General Mackenna Nº 1314 in Santiago

„… sie kamen in unser Haus, schlugen meine Familie, zerstörten das Haus auf der Suche nach Waffen, sie schlugen mich vor meiner Familie, sie setzten mir eine Kapuze auf und schoben mich in ein Auto. Wir kamen in der Kaserne an, wo sie mich in einen engen Raum steckten, wo sie mir Hände und Füße fesselten, dann begann die Folter mit Schlägen auf die Schläfe, Strom im Mund und an den Ohren, Schlägen auf die Beine, später, weil sie nichts erreichten, schlugen sie mich mit Fäusten, danach brachten sie einen compañero herein und folterten ihn vor meinen Augen, um mich zum Reden zu bringen. Das war der erste Tag …“

### Verbrechen außerhalb Chiles
Bei der Verfolgung von chilenischen Oppositionellen kam es auch zu Gewaltverbrechen des chilenischen Militärs im Ausland. So wurde im September 1976 der ehemalige chilenische Botschafter in den USA, Orlando Letelier, in Washington durch eine Autobombe getötet. CIA-Dokumente, die 2015 freigegeben wurden, belegen, dass Pinochet persönlich den Mord angeordnet und seinen Geheimdienstchef Manuel Contreras damit beauftragt hatte. Bereits zwei Jahre zuvor starb General Carlos Prats, Pinochets Vorgänger als Armeebefehlshaber, auf dieselbe Weise in Buenos Aires. Beide Anschläge wurden vom chilenischen Geheimdienst DINA organisiert.

## Politik

### Abschaffung der Demokratie
Die Militärjunta unter Pinochet übernahm nach dem gelungenen Putsch die Macht. Über Radio und Fernsehen verbot sie die linken politischen Vereinigungen, vor allem die Parteien der Unidad Popular, sie löste den Kongress auf und schränkte die Bürger-, Menschen- und politischen Rechte ein. Pinochet veranlasste die Verhaftung politischer Führungskräfte des linken Spektrums.
Pinochet wurde am 17. Dezember 1974 von den übrigen Mitgliedern der Junta offiziell ohne demokratische Grundlage zum Präsidenten (Regierungschef und Staatspräsident) ernannt. Gustavo Leigh, Oberkommandierender der Luftwaffe und wichtigster Rivale Pinochets, verlor den Machtkampf um das angestrebte Präsidentenamt und verließ 1978 die Junta.

### Wirtschaftspolitik
Nach dem Putsch im September 1973 wurden alle wichtigen Ministerien zunächst von Militärs geleitet. Von September 1973 bis April 1975 machte das Regime im Wesentlichen die wirtschaftspolitischen Entscheidungen Allendes rückgängig, indem Zolltarife gesenkt, Preise freigegeben, die Währung abgewertet und Staatsunternehmen privatisiert wurden. Das Regime war politisch gespalten. Einige Generäle, duros genannt, traten für einen autoritären Korporatismus im Stile des Franquismus ein. Eine andere Gruppe waren die blandos, die keine permanente Militärdiktatur anstrebten, diese unterstützten die Chicago Boys. Ab 1975 – nach dem Besuch von Milton Friedman in Chile – wurden die wichtigsten Ministerien mit Ökonomen an Stelle der Militärs besetzt. Dabei handelte es sich um Mitglieder der Chicago Boys, einer Gruppe chilenischer Wirtschaftswissenschaftler, die wirtschaftsliberale Reformen einleiteten. Es kam zu zahlreichen Privatisierungen, Sozialausgaben wurden gesenkt und eine Preisliberalisierung und restriktive Geldpolitik mit dem Ziel der Inflationsverringerung betrieben. Der US-Ökonom Milton Friedman bezeichnete es später als „Wunder von Chile“, dass ein diktatorisches Regime bereit war, Reformen zu unterstützen, welche den Einfluss des Staates auf die Wirtschaft stark reduzierten.

### Die Verfassung von 1980
Nach der Ermordung Leteliers in Washington begann der neue US-Präsident Jimmy Carter, Druck auf Chile auszuüben. Als das Regime von den UN wegen der Menschenrechtsverletzungen verurteilt wurde, veranstaltete Pinochet 1978 eine Volksabstimmung, um die Verurteilung zurückzuweisen. Während der Militärdiktatur kamen die Gegner Pinochets nicht zu Wort. 75 Prozent der abgegebenen Stimmen unterstützten die Regierung.
Wenig später, im Oktober 1978, wurde von einer Kommission ein Verfassungsentwurf vorgelegt. Maßgeblicher Verfasser des Entwurfs war der Studentenführer und Regierungsberater Jaime Guzmán, der spätere Gründer der Rechtspartei UDI, der den Text gemeinsam mit dem konservativen Ex-Präsidenten Jorge Alessandri und dem Pinochet-Minister Sergio Fernández ausarbeitete. Der Entwurf wurde von der Junta aber nochmals stark abgeändert. 1980 stellte die Regierung Pinochet die „Grundcharta“ (Carta fundamental) genannte neue Verfassung zur Abstimmung, die mit Zwei-Drittel-Mehrheit unter ähnlichen Bedingungen wie die Erklärung von 1978 vom Volk verabschiedet wurde. Pinochet konnte mit Rückendeckung der Verfassung bis 1989 als Staatspräsident im Amt bleiben.
Das diktatorische Regime wollte seine Herrschaft nach innen und außen legitimieren. Außerdem sollte eine Machtverteilung zwischen Pinochet und den anderen Junta-Mitgliedern institutionalisiert werden. Weiter sollte der Übergang zu einer Demokratie festgelegt, jedoch weit in die Zukunft verschoben und auch nach einem Übergang die Vormachtstellung der Militärs und die Etablierung einer radikal marktorientierten Wirtschaftsform sichergestellt werden.
Die Verfassung sah eine starke Stellung des Präsidenten vor. Besonders die „reaktiven“, also den Status quo verteidigenden Rechte waren umfassend, während „proaktive“, also ändernde Rechte schwächer ausgeprägt waren. Gestützt auf den Nationalen Sicherheitsrat von Chile (Consejo de Seguridad Nacional de Chile, COSENA) konnte die Militärführung aktiv in die Politik eingreifen. COSENA entschied zum Beispiel über die Entlassung von Generälen oder die Ausrufung des Ausnahmezustandes und war ein zentrales Organ Chiles. Die Carabineros (Polizei) wurden als vierte Gattung der Streitkräfte (neben Armee, Luftwaffe und Marine) im Verteidigungsministerium angesiedelt. Chile verfügte ab 1980 über ein Zwei-Kammer-Parlament mit Abgeordnetenhaus und Senat. Die Abgeordneten wurden alle vier Jahre in 60 Wahlkreisen nach dem binomialen Wahlsystem gewählt, was die oppositionelle Rechte begünstigte. Der Senat setzte sich aus 26 gewählten (2 aus jeder Region, die alle vier Jahre zur Hälfte gewählt werden) und neun ernannten Senatoren zusammen. Die Leyes Orgánicas Constitucionales (LOC), auf Deutsch etwa Verfassungsorgangesetze, waren sozusagen eine „Verfassung zweiter Klasse“. Sie waren nicht Bestandteil der Verfassung, regelten aber zentrale Politikbereiche, etwa Zentralbank, Verfassungsgericht, Wahlrecht, Polizei und Militär. Außerdem galten für sie erhöhte Hürden für die Änderung (4/7 der Mitglieder beider Parlamentskammern).

### Rückkehr zur Demokratie
Entsprechend der Verfassung von 1980 wurde im Oktober 1988 eine Volksabstimmung darüber durchgeführt, ob Pinochet der einzige Kandidat bei den Präsidentenwahlen von 1989 sein dürfe. Da 56 Prozent der Abstimmenden für mehrere Kandidaten votierten, kam es ein Jahr später zu freien Wahlen. Es gab Pläne für einen Putsch im Falle einer Abstimmungsniederlage, die aber nicht in die Tat umgesetzt wurden. Pinochet wurde am 11. März 1990 von Patricio Aylwin als Präsident abgelöst. Gemäß der von ihm selbst auf sich maßgeschneiderten Verfassung blieb Pinochet bis 1998 Oberbefehlshaber des Heeres. Außerdem behielt er das von ihm geschaffene Amt eines Senators auf Lebenszeit, wodurch er bis zu deren gerichtlicher Aufhebung im August 2000 politische Immunität genoss.

## Aufarbeitung der Verbrechen
Pinochet ist für kein einziges während seiner Diktatur begangenes Verbrechen wie Mord oder Folterung verurteilt worden, denn er starb vor Abschluss des am weitesten fortgeschrittenen Prozesses.

### Haft in Großbritannien 1998 bis 2000
Ende September 1998 reiste Pinochet als Senator und Mitglied des Verteidigungsausschusses nach Großbritannien. Eine Woche zuvor war das britische Außenministerium darüber informiert worden. Pinochet ließ in Großbritannien seinen kranken Rücken behandeln und traf sich mit der britischen Ex-Premierministerin Margaret Thatcher, die ihm u. a. wegen seiner Unterstützung im Falkland-Krieg freundschaftlich verbunden war.
Der spanische Untersuchungsrichter Baltasar Garzón hatte schon seit längerem gegen Pinochet wegen Völkermord, Staatsterrorismus und Folter ermittelt, da auch spanische Staatsbürger unter den Opfern der Militärdiktatur waren. Während Pinochets Aufenthalt in London stellte Spanien daher ein Auslieferungsbegehren, aufgrund dessen Pinochet am 16. Oktober von der britischen Polizei in London festgenommen wurde.
Die Verhaftung löste in Chile Unruhen aus. Das Land war tief gespalten in Pinochet-Gegner und -Anhänger. Präsident Eduardo Frei Ruiz-Tagle forderte die Auslieferung Pinochets, um ihn vor ein chilenisches Gericht zu bringen.
Auch die Schweiz hatte ein Auslieferungsgesuch gestellt. Das spanische Gesuch hatte Vorrang. Hätte Spanien es zurückgezogen, wäre Pinochet wegen des Verschwindens des Schweizers Alexei Jaccard eventuell an die Schweiz ausgeliefert worden. Alexei Jaccard war – mutmaßlich auf Bitte Pinochets – in Argentinien festgenommen worden und seitdem dort „verschwunden“.
Seine Haft in Großbritannien verbrachte Pinochet unter Hausarrest. Er durfte unbegrenzt Besuch empfangen; unter anderem ließ er zu Weihnachten einen Priester aus Chile einfliegen.
Die Urteilsfindung wurde durch ein langes politisches Tauziehen zwischen Großbritannien, Spanien, Chile und weiteren Ländern verzögert. Neben der Schweiz hatten auch Frankreich und Belgien Auslieferungsanträge gestellt.
Im November 1998 kam es zu einem ersten Urteil, wonach Pinochet die Immunität verloren hätte. Dieses Urteil wurde wegen möglicher Befangenheit eines Richters aufgehoben. Dieser hatte Verbindungen zu der Menschenrechtsorganisation Amnesty International, die als Nebenklägerin gegen Pinochet auftrat. In einer zweiten Verhandlung im März 1999 entschied das Gericht, dass Pinochet keine diplomatische Immunität besitze. Er durfte nicht für Taten vor 1988 belangt werden, da Großbritannien erst 1988 der UN-Antifolterkonvention beigetreten war. Außerdem wurden viele Anklagepunkte der spanischen Justiz verworfen. Vgl. hierzu auch → Staatenimmunität.
Im April 1999 entschied der britische Innenminister Jack Straw, dass Pinochet an Spanien ausgeliefert werden dürfe. Die chilenische Regierung bat London daraufhin, Pinochet aus humanitären Gründen freizulassen. Die Regierung in Santiago führte das hohe Alter und den schlechten Gesundheitszustand Pinochets als Argumente an. Auch der Heilige Stuhl setzte sich mehrfach für eine Freilassung des Katholiken Pinochet ein.
Nach Prüfung seines Gesundheitszustands im Januar 2000 wurden Pinochet Konzentrationsschwierigkeiten und Gedächtnisverlust nach mehreren leichten Schlaganfällen attestiert. Er wurde auf Weisung von Innenminister Straw am 2. März 2000 freigelassen und kehrte sofort nach Chile zurück. Dort wurde er von begeisterten Anhängern empfangen. Bis zu seinem Tod stand er in Chiles Hauptstadt Santiago mehrfach unter Hausarrest.

### Die Causa Pinochet
Menschenrechtsgruppen und die Angehörigen der Opfer des Regimes veranstalteten nach der Rückkehr Pinochets aus London Proteste und Mahnwachen, allerdings gab es auch Solidaritätskundgebungen mit mehreren Hundert Teilnehmern. Zwei Tage später entzog das Berufungsgericht in Santiago, auf Antrag des Ermittlungsrichters Juan Guzmán Tapia, mit 13:9 Stimmen Pinochet die Immunität. Die Untersuchung betraf die so genannte „Todeskarawane“, den Mord an 75 Regimegegnern im Oktober 1973. Eine Spezialeinheit der Armee unter dem Kommando des Generals Arellano Stark hatte, auf Befehl Pinochets, diese Menschen ermordet. Da in diesem Fall 18 Leichname noch nicht gefunden wurden, fällt er nicht unter das Amnestiegesetz von 1978.
Am 1. Dezember 2000 leitete Guzmán das Verfahren ein. Am 5. Januar 2001 veröffentlichte das Militär einen Bericht, in dem das Schicksal der „Verschwundenen“ (allerdings nur von 200 von mehr als 1100) untersucht wird: Angeblich wurden von den 18 Leichnamen 17 über dem Meer abgeworfen, was sich allerdings nicht belegen lässt. Die Militärs verlangten trotzdem die Einstellung nach dem Amnestiegesetz.
Die Anwälte erklärten, Pinochet sei prozessunfähig. Am 18. Januar attestierte ein Ärzteteam „subkortikale, gefäßbedingte Demenz“ – in Chile (anders als in Großbritannien) zu wenig für eine Verfahrensunfähigkeit. Am 29. Januar erhob Guzmán Anklage. Dies löste eine Solidaritätswelle unter Generälen und RN- und UDI-Politikern aus. Am 12. März kam Pinochet gegen eine Kaution von 2.000.000 Pesos (etwa 3500 Euro) frei. Im Juli 2001 erklärte ein Gericht Pinochet für nicht verhandlungsfähig. Dies bedeutete das Ende der politischen Karriere als Senator auf Lebenszeit. Am 15. September 2005 wurde die Aufhebung seiner Immunität als Senator durch das Oberste Gericht bestätigt.

### Wahrheitskommissionen
1991 rief Präsident Aylwin die Comisión Nacional de Verdad y Reconciliación unter Raul Rettig ein. Diese Wahrheitskommission untersuchte nur politische Morde und sogenannte Gefangenen-Verschwundene (Detenidos-Desaparecidos), aber keine Exilierungen, keine Folterungen und keine anderen Menschenrechtsverletzungen.
Am 30. November 2004 veröffentlichte die staatliche chilenische Comisión Nacional sobre Prisión Política y Tortura (etwa: Nationale Kommission für politische Gefangenschaft und Folter, kurz auch: Valech-Kommission) ihren Bericht über die Gräueltaten des Pinochet-Regimes. In dem Bericht wird belegt, dass Menschen einfach aufgrund des Verdachts, „links“ zu sein, von der Geheimpolizei verschleppt, gefoltert und getötet wurden. Es wird ebenfalls belegt, dass die Folterungen systematisch eingesetzt wurden und keinesfalls Ausnahmen waren: Sämtliche Teilstreitkräfte der Armee und alle Sicherheitsorgane – Polizei und Geheimdienste – waren beteiligt. Ebenso legt der Report dar, dass die Foltermethoden im Laufe der Zeit ständig weiterentwickelt wurden.

### Operation Condor
Am 14. Dezember 2004 erhob der zuständige Untersuchungsrichter in Santiago de Chile, Juan Guzmán, Anklage wegen Entführung von neun Personen (im Rahmen der Operation Condor) und Mord bei einem der Entführungsopfer und wegen der Ermordung von 119 Regimegegnern im Jahr 1975.

## Korruption und Steuerhinterziehung

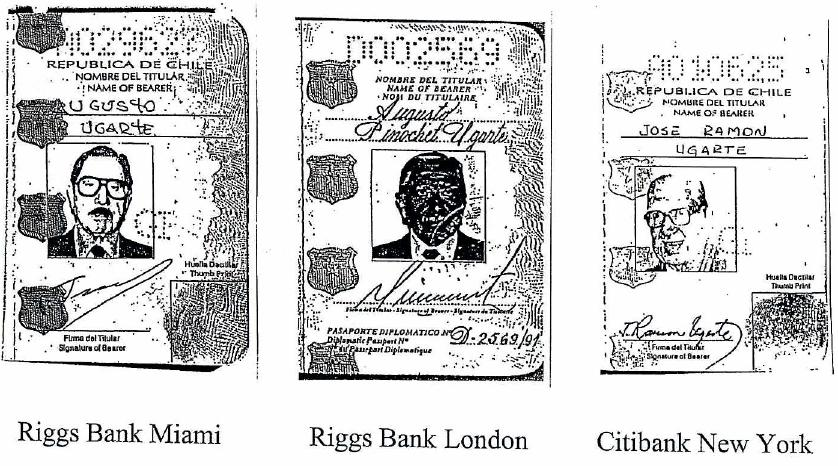
Kopien von Reisepässen Pinochets, die zur Eröffnung von Bankkonten benutzt wurden

2005 wurde bekannt, dass der britische Luftfahrt- und Rüstungskonzern British Aerospace (BAe) insgesamt 1,1 Millionen Pfund (rund 1,5 Millionen Euro) im Zeitraum zwischen Dezember 2004 und Oktober 2005 an Pinochet gezahlt haben soll. Im Gegenzug habe Pinochet Waffengeschäfte vermittelt. Das Geld wurde mit vierzehn Überweisungen an Pinochet zugeordnete Firmen – Takser Investment, Cornwall Overseas Corporation und Eastview Finance – gezahlt. Nachdem bekannt wurde, dass Pinochet Millionen US-Dollar verdeckt im Ausland angelegt hatte, sank sein Ansehen auch in konservativen Kreisen. Prozesse wegen Steuerhinterziehung und Untersuchungen zum Korruptionsverdacht wurden jedoch nach seinem Tod eingestellt.

## Tod
Pinochet empfing bereits am 3. Dezember 2006 gegen zwei Uhr morgens nach einem schweren Herzinfarkt die Krankensalbung. Der Gesundheitszustand wurde auch nach einer Bypass-Operation als extrem kritisch eingestuft. Zusätzlich machten dem Ex-Diktator seine Zuckerkrankheit und seine schwache Lunge zu schaffen. Am 10. Dezember 2006 erlag er seiner Krankheit im Alter von 91 Jahren.
Am Todestag kam es in Santiago de Chile zu Unruhen durch Kundgebungen von Gegnern und Anhängern Pinochets. Präsidentin Michelle Bachelet erlaubte Streitkräften und militärischen Einrichtungen, die Flaggen auf halbmast zu setzen, lehnte aber das von Anhängern Pinochets geforderte Staatsbegräbnis für den ehemaligen Präsidenten und eine entsprechende dreitägige Staatstrauer ab. Die konservative Opposition unter Sebastián Piñera schloss sich dieser Entscheidung an.
Menschenrechtsgruppen bedauerten nachdrücklich, dass es vor seinem Tod zu keiner Verurteilung Pinochets gekommen war, und forderten, die anhängigen Ermittlungsverfahren, u. a. auch in Großbritannien und Spanien auch nach seinem Tod fortzusetzen. Dagegen haben seit Bekanntwerden seines Todes mehrere zehntausend Anhänger Pinochets Abschied von ihm genommen. Zu diesem Zweck wurde der Leichnam eine ganze Nacht lang in der Militärakademie von Santiago aufgebahrt.
Bei der Zeremonie in der Militärakademie der Hauptstadt Santiago wurden Pinochet lediglich die militärischen Ehren für einen Armeechef zuteil. Seine Tochter Lucía verteidigte in einer Rede vor dem Sarg nachdrücklich den Putsch Pinochets gegen Allende. Die Kontroversen um die Rolle Pinochets in der chilenischen Geschichte zeigten sich auch an den unterschiedlichen Reaktionen der Trauergäste: Francisco Cuadrados Prats, Enkel des in den Anfangsjahren vom Pinochet-Regime in Buenos Aires ermordeten Armeechefs Carlos Prats, spuckte während der Beerdigung auf den Sarg, während Anhänger des Verstorbenen die rechte Hand zum Hitlergruß hoben. Nach der Trauerfeier wurde der Sarg Pinochets mit einem Hubschrauber nach Viña del Mar überführt. Der Leichnam wurde in der 130 Kilometer nordwestlich von Santiago de Chile gelegenen Küstenstadt Concón verbrannt. Nach der Einäscherung wurde die Urne mit Pinochets sterblichen Überresten auf Wunsch von Pinochets Familie in der Privatkapelle des Landsitzes Los Boldos in Bucalemu aufbewahrt, in dem der Ex-Diktator in den Sommermonaten die Wochenenden verbracht hatte.
Pinochet ist Namensgeber für das Macizo Augusto Pinochet, besser bekannt als Dufek-Massiv.

## Kulturelle Nachwirkung
Bereits während seiner Diktatur diente Pinochet als Thema oder Motiv in der Literatur, im Film, Fernsehen und Theater:
- Es regnet über Santiago / Il pleut sur Santiago (1975), Regie: Helvio Soto – mit Henri Poirier als Pinochet
- Der Theaterregisseur Gustavo Meza brachte mit Stücken wie Mi adorada idiota (1975) und Viva Somoza (1980) an Pinochet angelehnte Figuren auf die Bühne, um die Brutalität seines Regimes zu zeigen. 1984 trug unter seiner Regie der Schauspieler Tennyson Ferrada den von Sergio Marras geschriebenen Monolog Macías vor, der von Francisco Macías Nguema und Pinochet inspiriert wurde. Das Stück wurde in Chile, Nordamerika und Europa gezeigt und später von Carlos Flores Delpino mit Ferrada für das Kino adaptiert.
- Der Sturz des Kondor / Padenije Kondora (1982), Regie: Sebastián Alarcón – sowjetische Verfilmung über einen einfachen Bauernjungen, der seine Gesinnung an einen faschistischen Diktator in einem lateinamerikanischen Land verkauft.
- La Mekka (1986), Theaterstück von Enrique Lihn – Satire, die im arabischen Raum angesiedelt war.
- Prisioneros desaparecidos / Disappeared Prisoners / De försvunna (1979), Regie: Sergio M. Castilla – mit Nelso Villagra in der an Pinochet angelehnten Rolle des „El jefe“
- In den 1990er-Jahren wurde Pinochet eine Puppe in der Megavisión-Serie Los Toppins nachempfunden.
- Tsikatritz / Cicatritz (1997), Regie: Sebastián Alarcón – Film über den Attentatsversuch auf Pinochet am 7. September 1986 (Pinochet kommt als Figur nur am Rande vor)
- Synco (2008), Roman von Jorge Baradit – in einem Gegenentwurf zur tatsächlichen Geschichte gelingt es Pinochet nie, Diktator zu werden.
- Pinochet Ilustrado (2011), Graphic-Novel-Parodie von Guillo
- No tenemos que sacrificarnos por los que vendrán (2015), preisgekröntes Theaterstück von Juan Pablo Troncoso
- Der Autor Francisco Ortega schuf gemeinsam mit dem Illustratoren Nelson Dániel die Graphic Novel 1959, die im Jahr 2018 erschien. Darin macht sich Pinochet zu einer Geheimmission in die Antarktis auf und trifft auf Außerirdische. Im Jahr darauf veröffentlichte Ortega einen Roman, englischer Titel The Secret Chalice, zu dem er durch ein Interview mit dem Antisemiten und Holocaustleugner Miguel Serrano inspiriert worden war. 2021 publizierte Ortega gemeinsam mit dem Illustratoren Felix Vega die Graphic Novel Los fantasmas de Pinochet, die den früheren Diktator während seiner Haft in Großbritannien porträtiert.
- El Conde (2023), Regie Pablo Larraín – Horror-Satire, in der Jaime Vadell Pinochet als vom untoten Dasein überdrüssigen Vampir porträtiert.
- Der chilenische Schauspieler Palta Meléndez gelangte durch seine kontroversen Pinochet-Imitationen zu Bekanntheit.